# 山本郁子 (ミュージシャン)
山本 郁子（やまもと いくこ）は、バンド・ピンクムーン（いそたかこが参加）、牧歌組合のヴォーカリスト、ギタリスト兼ヴァイオリニスト。1999年10月、ソロアルバム『NORTH MARINE/BUILDING』を発表。
| スタブアイコン | サブスタブ | この項目は、まだ閲覧者の調べものの参照としては役立たない、音楽関係者（バンド等）に関連した書きかけの項目です。この項目を加筆・訂正などしてくださる協力者を求めています（P:音楽/PJ:芸能人）。 |

| スタブアイコン | サブスタブ | この項目は、まだ閲覧者の調べものの参照としては役立たない、歌手に関連した書きかけの項目です。この項目を加筆・訂正などしてくださる協力者を求めています（P:音楽/PJ:芸能人）。 |